# Necrópolis de La Coba
La necrópolis de La Coba es un yacimiento arqueológico que se encuentra en la sierra de Ávila, pasado el puerto de las Fuentes, casi en el nacimiento del río Almar, en la carretera que une Muñana con Muñico, muy cerca de la ermita de Nuestra Señora de las Fuentes, en el término municipal de San Juan del Olmo, Ávila (España).
Aunque existen dudas del significado y uso de este espacio arqueológico, es posible que se tratara de un área de enterramientos cristianos pertenecientes a pequeñas comunidades más o menos aisladas, entre los siglos VIII y X.
Sin embargo, la falta de ajuares, cerámicas, impedimentas o restos óseos hace muy difícil su datación cronológica exacta, siendo posible que esta zona se haya estado utilizando desde la Edad del Bronce, en contra del pensamiento más extendido del origen visigodo o medieval de este tipo de necrópolis.
Es una necrópolis en la que la disposición de los sepulcros depende, la mayoría de las veces, de la disponibilidad de los lanchares graníticos, apareciendo bañeras de formas diversas: rectangulares, trapezoidales y fusiformes, pero ninguna antropomorfa.
El yacimiento arqueológico está muy disperso y se puede dividir en cuatro zonas bien separadas entre sí. En cada una se pueden encontrar distintos grupos o elementos simples, tales como sistemas de  recogida y encauzamiento de líquidos mediante piletas asociadas, canales de desagüe, líneas de cuñeras, grandes bolos más o menos tallados, rayados del lanchar, etc, además de los propios sepulcros ya mencionados.
Su acceso y visita se realiza siguiendo la carretera entre Muñana y Muñico. En el lugar existen  carteles informativos que lo muestran. El mantenimiento y la gestión está a cargo de la Junta de Castilla y León.